# بيتر إف. ستيفنز
بيتر إف. ستيفنز (بالإنجليزية: Peter F. Stevens)‏ هو عالم نبات أمريكي، ولد في 1944 في المملكة المتحدة.